# Spiniphilus
Spiniphilus is een geslacht van kevers uit de familie Vesperidae. De wetenschappelijke naam van het geslacht werd in 2011 gepubliceerd door Lin & Bi.

## Soorten
Spiniphilus is monotypisch en omvat slechts de volgende soort:
- Spiniphilus spinicornis Lin & Bi, 2011